# Ludovico Crescioli
Ludovico Crescioli, né le 20 octobre 2003, est un coureur cycliste italien. Il est membre de la Team Technipes #inEmiliaRomagna.

## Biographie
Ludovico Crescioli est né en Toscane, une région située au centre de l'Italie. Il est issu d'une famille de sportifs. Sa mère a joué au volleyball, et son père Adriano est un ancien coureur cycliste amateur, qui s'est reconverti dans le domaine de l'agriculture. Inspiré par ce dernier, il s'intéresse au vélo dès son plus jeune âge. Il prend sa première licence cycliste vers l'âge de sept ans dans un club de Stabbia, un hameau de Cerreto Guidi. Son frère aîné Giosuè pratique lui aussi ce sport en compétition,. 
Dans les catégories de jeunes, il se fait remarquer par ses qualités de grimpeur. Il termine notamment deuxième du Giro della Lunigiana en 2021, derrière le Français Lenny Martinez. La même année, il représente son pays aux championnats d'Europe juniors, où il se classe trente-deuxième de la course en ligne. Il rejoint ensuite le club Mastromarco Sensi Nibali en 2022. Chez les élites amateurs, il accumule les podiums et les tops dix. Il finit également neuvième du championnat d'Italie espoirs en 2023. 
En 2024, il intègre la Team Technipes #inEmiliaRomagna, qui évolue au niveau continental. Avec cette formation, il décroche de bons résultats dans des compétitions inscrites au calendrier de l'UCI. Il termine ainsi troisième du Giro del Belvedere, du Trophée de la ville de San Vendemiano et du Tour de la Vallée d'Aoste, ou encore quatrième de la Ronde de l'Isard. Le 20 août, il remporte la deuxième étape du Tour de l'Avenir, sous les couleurs de la sélection nationale italienne

## Palmarès et résultats

### Palmarès par année
- 2021
  - 2e du Giro della Lunigiana
  - 2e de la Coppa 29 Martiri di Figline di Prato
- 2023
  - 2e du Giro delle Valli Aretine
  - 2e du Trofeo Festa Patronale
  - 3e du Trofeo Comune di Capraia
- 2024
  - 2e étape du Tour de l'Avenir
  - 2e de la Coppa Varignana
  - 2e du Gran Premio Ezio Del Rosso
  - 3e du Giro del Belvedere
  - 3e du Trophée de la ville de San Vendemiano
  - 3e du Tour de la Vallée d'Aoste

### Classements mondiaux
| Année                                 | 2023  |
| ------------------------------------- | ----- |
| UCI World Tour                        | 3073e |
| UCI Europe Tour                       | 1785e |
|                                       |       |
| Légende : nc = non classéSource : UCI |       |